# Louis Leroy

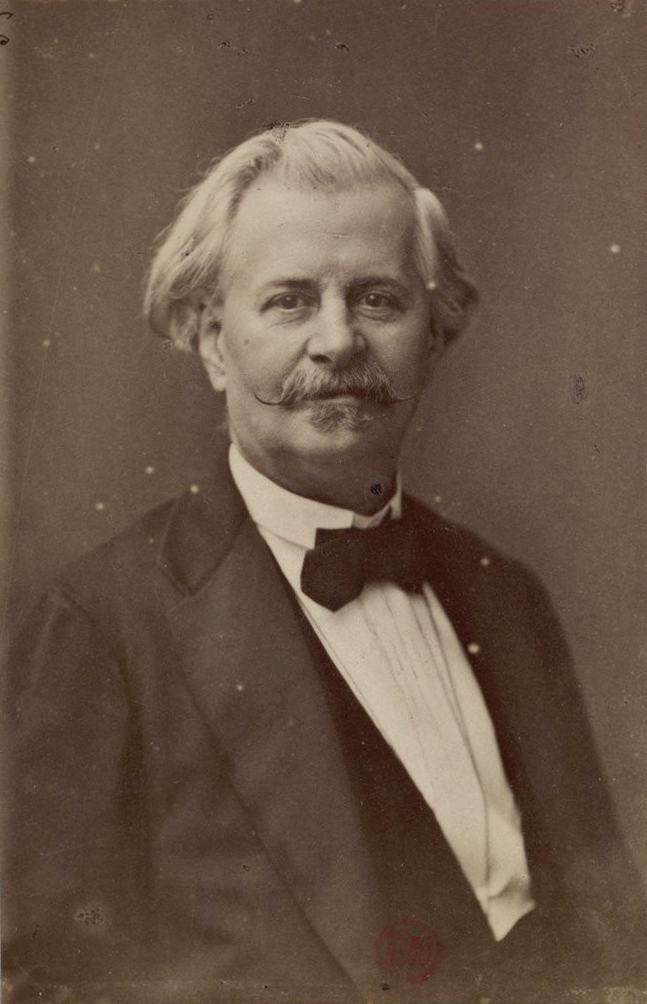
Louis Leroy, fotografiado por Nadar.

Louis Leroy (1812-1885) fue un pintor y grabador francés que alcanzó éxito como dramaturgo y periodista; aunque ha pasado a la historia, sobre todo, como crítico de arte. Su crítica satírica publicada en Le Charivari contra la exposición de artistas independientes de 1874 acuñó el término "impresionista", inicialmente dirigido contra el cuadro Impresión, sol naciente de Claude Monet.
El artículo, de título La exhibición de los impresionistas (del 25 de abril de 1874) recreaba un supuesto diálogo entre dos espectadores, y se burlaba del título del cuadro, pretendiendo encontrar en él una categoría general aplicable a otros artistas de estilo similar, que habían organizado la exposición en el salón del fotógrafo Nadar (Pissarro, Monet, Sisley, Degas, Renoir, Cézanne, Guillaumin y Berthe Morisot): «"¿Qué representa este cuadro? ¡Impresión! Impresión, eso es seguro. Me decía a mí mismo que, dado que estaba impresionado, tenía que haber alguna impresión en él. […] Un papel pintado está más terminado que esta marina."

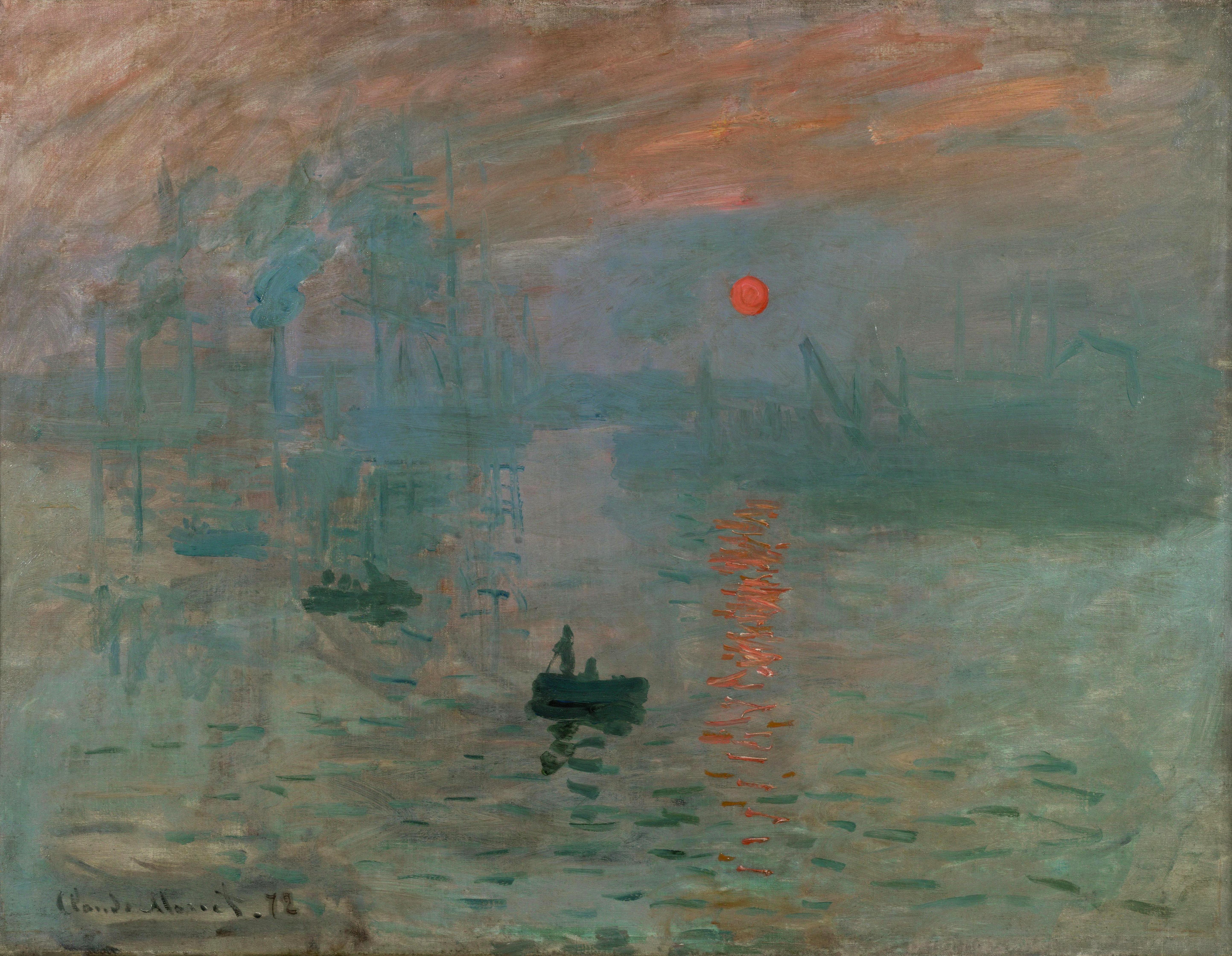
El cuadro objeto de la crítica.